# 虚幻引擎5
虚幻引擎5（英語：Unreal Engine 5，简称UE5）是Epic Games开发的虚幻引擎最新版本，2020年5月公布，2022年4月正式发布。虚幻引擎5包含多项升级和新功能，包括可自动调整网格细节层次的“Nanite”系统，以及利用软件和硬件加速光线追踪的动态全局光照和反射系统“Lumen”。